# Pumas de Casanare
Pumas de Casanare fue un club de fútbol colombiano, con sede en la ciudad de Yopal, Casanare. El club jugó cuatro años en la Categoría Primera B y desapareció en el año 2006 al vender su ficha al Real Santander.

## Historia
Fue fundado en 2002, al adquirir la ficha del Unión Soacha, y desapareció en 2006, tras vender su ficha al Real Santander en la Primera B colombiana.
En 2003 el equipo llanero quedó subcampeón del torneo de Ascenso ante el equipo Bogotá Chicó.
En 2005 el equipo clasificó a los cuadrangulares, pero quedó último del grupo B.
El equipo llanero tenía una rivalidad regional con el equipo Centauros Villavicencio  en el Torneo de Ascenso conocido como el Clasico Llanero.

## Estadio
Pumas de Casanare jugó de las temporadas 2003 a la 2005 en el Estadio Pier Lora Muñoz que sirve como escenario principal del Polideportivo de Yopal. En 2006 disputó su última temporada en el estadio nuevo Santiago de las Atalayas.

## Uniforme
- Uniforme titular: Camiseta blanca con rayas azules y mangas amarillas, pantalón azul, medias blancas.
- Uniforme alternativo: Camiseta verde con mangas rojas, pantalón blanco, medias blancas.

## Datos del club
- Temporadas en 1ª: 0
- Temporadas en 2ª: 5 (2002-2006).
- Mejor puesto :  2°(2003).
- Peor Puesto : 10°(2004).[16]

## Palmarés

### Torneos nacionales
- Subcampeón de la Categoría Primera B en 2003.[17]